# Iridopsis gracilis
Iridopsis gracilis là một loài bướm đêm trong họ Geometridae.